# Ajuntament d'Artés
L'Ajuntament d'Artés és la casa consistorial del municipi d'Artés (Bages). L'edifici forma part de l'Inventari del Patrimoni Arquitectònic de Catalunya.

## Edifici
És una construcció Civil, un edifici públic destinat a Casa de la Vila format per un gran espai rectangular cobert a doble vessant i que presenta, en la seva façana una de les parts més interessants i alhora una de les millor conservades. La façana, orientada a migdia és formada per un cos central rematat per un frontó triangular i flanquejat per dues a les laterals de la mateixa alçaria. Aquest cos central és marcat per una porta de llinda que marca l'eix de l'edifici amb dues pilastres de capitells corintis (els quals es repeteixen també al segon pis flanquejant la finestra), una balconada emmarcada per un frontó i el mateix tipus de pilars. L'escut de la vila presideix el frontó principal. Tot el conjunt és simètric i respon a una obra historicista que convina elements neoclàssics per aconseguir dignificat l'obra.

## Història

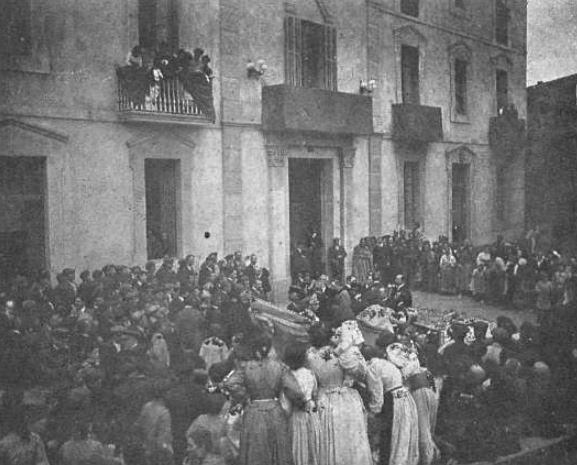
Arribada d'Alfons XIII el 1908

L'Ajuntament o Casa de la Vila d'Artés és una construcció del segle XX i concretament de l'any 1907; cal situar-la en un moment que el poble va viure uns anys de prosperitat econòmica com a fruit del procés d'industrialització que coincidí amb uns anys de gran explotació vinícola. Alhora que es construïa la nova casa de la Vila (l'antiga era dalt el poble, a prop de l'antiga església Parroquial), s'edificava també la nova parroquial, les escoles i un centre catòlic.